# Platysteira chalybea
El batis carunculado cuellinegro (Platysteira chalybea) es una especie de aves paseriformes en la familia Platysteiridae.

## Distribución y hábitat
Se lo encuentra en Angola, Camerún, Guinea Ecuatorial, Gabón, República Centroafricana y República del Congo. Sus hábitats naturales son los bosques bajos húmedos subtropicales o tropicales, pantanos subtropicales o tropicales, y bosques montanos húmedos subtropicales o tropicales.